# Javier Chiabrando

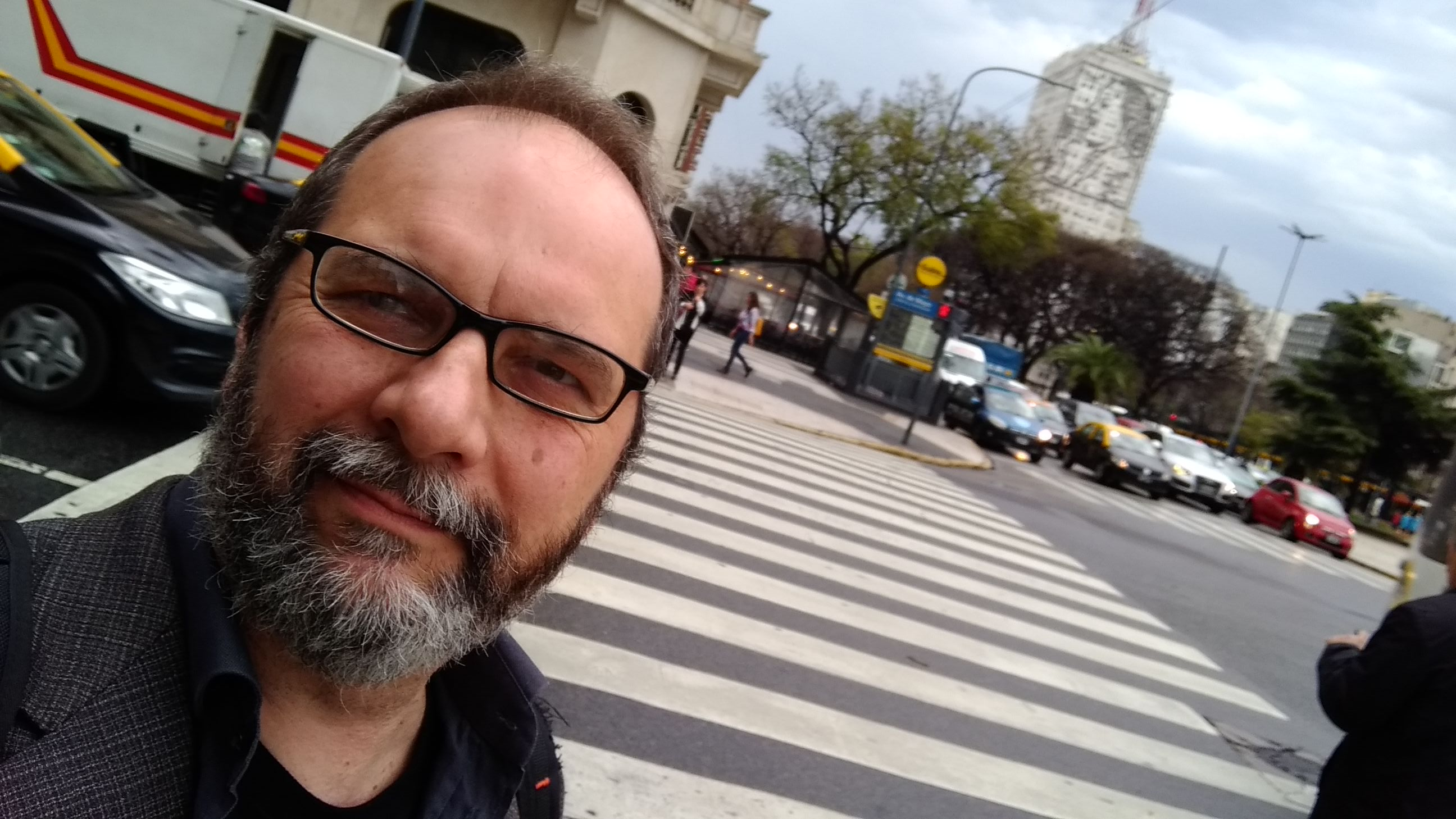
Foto de Javier Chiabrando

Javier Chiabrando (Carlos Pellegrini, provincia de Santa Fe, 1961) es un escritor y músico argentino. 
Ha sido editado en México, España, Cuba, Venezuela, Ecuador, Colombia y Argentina. Sus novelas se han caracterizado por el cruce de subgéneros, desafiando las reglas impuestas por la tradición crítica. 
Además de novelas, Chiabrando ha escrito Querer escribir, poder escribir, un libro que analiza las diferentes etapas del proceso de la escritura y que fue editado en Argentina, Cuba, Ecuador y Venezuela.

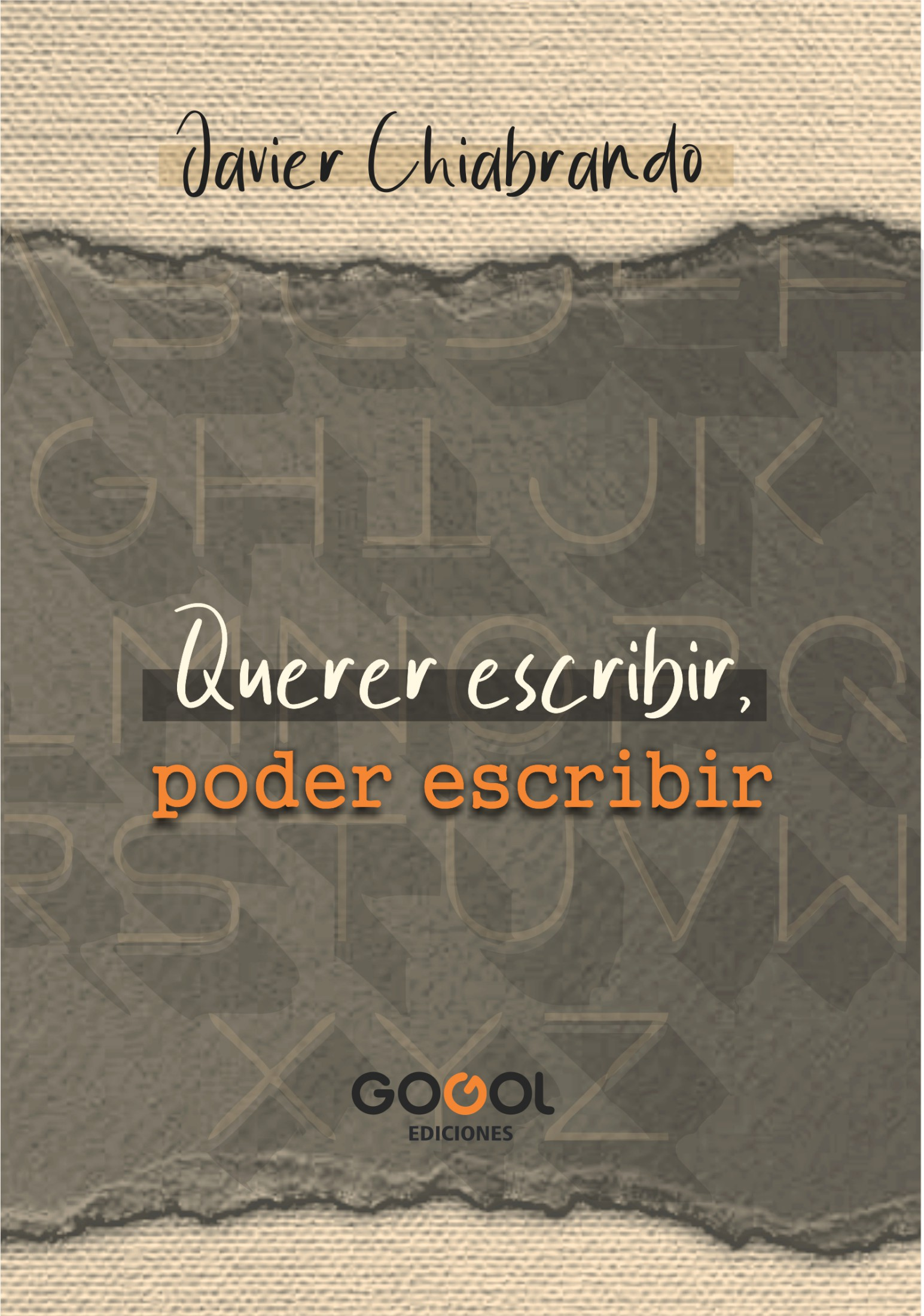
"Querer Escribir, Poder Escribir" edición GOGOL.

Dicta talleres literarios en ciudades de Argentina y en ferias internacionales:
La Habana (2006 y 2007),
Venezuela (2007),
Ciudad de Letras (Quito, 2012 y 2013).  
Javier Chiabrando es director del Festival Azabache, escribe artículos para la contratapa del diario Rosario/12 y ha colaborado con Radar (ambos suplementos del diario Página/12), así como del suplemento literario de la agencia Télam.  También ha colaborado con el diario Perfil (Buenos Aires) y La Stampa de Italia.
Es el editor responsable del sello GOGOL Ediciones. 

## Música
En 2017 el sello Blueart editó su disco instrumental Etcétera, que contiene once composiciones propias, grabados en colaboración con músicos como Oscar Moyano, Gustavo Molinari, Daniel Garcés, Siro Aguilar, Hernán Magazú, Carolina Bugnone y Marisa Wiedmer, entre otros.

## Obra
Su novela más difundida es Todavía no cumplí cincuenta y ya estoy muerto, que fue finalista de un concurso de literatura erótica en España, y se editó en México por la colección El Día Siguiente (de la editorial Océano), y luego en España por la colección Mar Negro, especializada en literatura negra (de la editorial Barataria)
Sobre ese cruce de subgéneros, la crítica ha dicho:
«Chiabrando se asoma a un espacio poco visitado por la literatura latinoamericana, y que, sin embargo, no se desaprovecha para colocar su talento a la altura de otras plumas europeas o estadounidenses» (revista Letras Emergentes, de México).
«Este inquietante libro, que hará las delicias de los que gustan de generosas dosis carnales dentro del género negro [… es] un thriller desquiciante» (revista La gansterera, de España).
«El autor ha procurado que lo que se difumina en las sombras de la trama esté tan distorsionadamente evocado como en un retrato de Francis Bacon» (diario ABC, de España).
Además es autor de las novelas
Caza mayor,
Carla está convencida de que Dios leyó «Ana Karenina»,
La novela verdadera, 
Los hijos de Saturno, 
"Siempre es ahora",
"El olvido imperfecto".

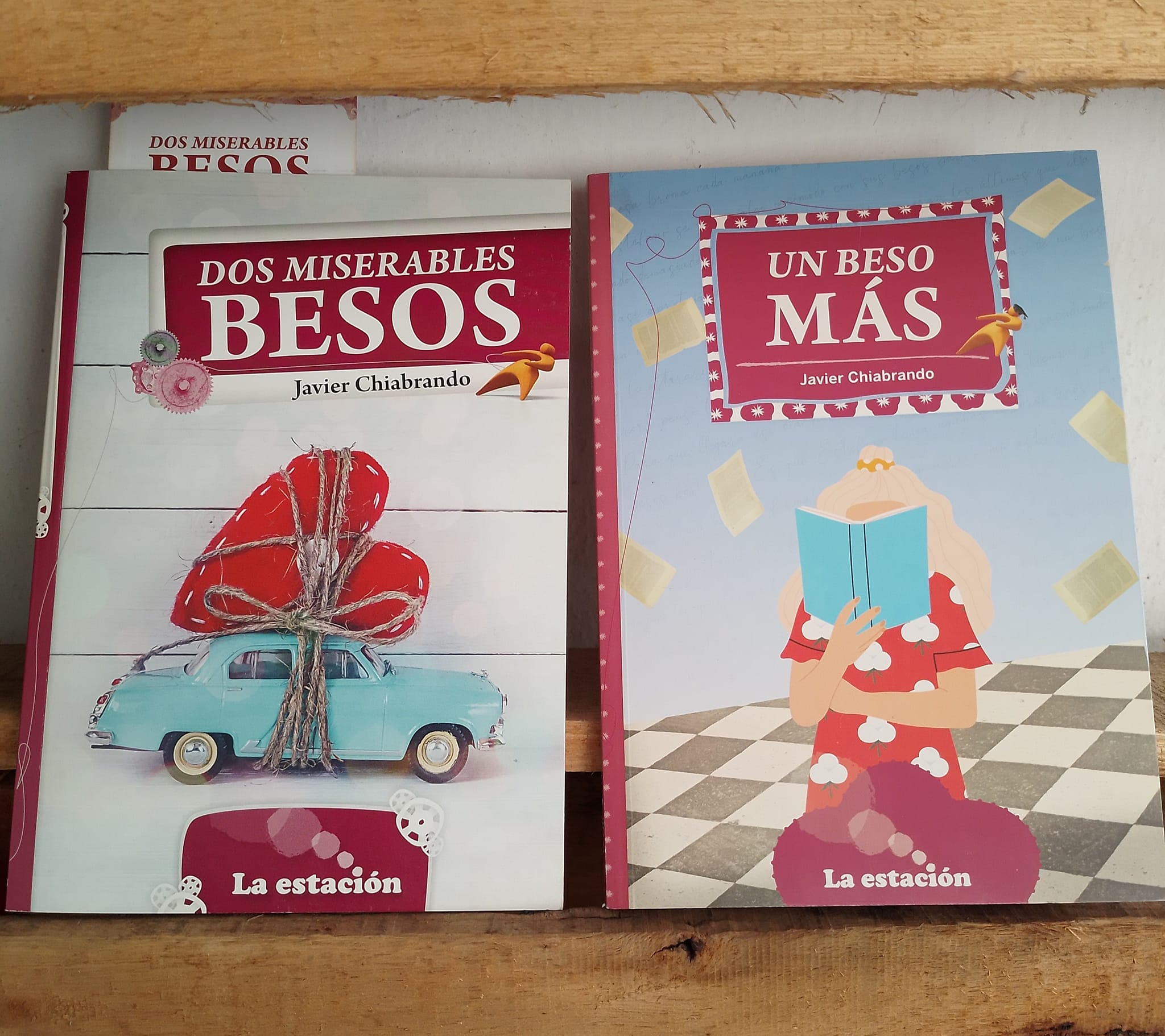
"Dos miserables besos" y "Un beso más", edición Mandioca.

Sobre "Los hijos de Saturno", dijo Juan Sasturain: “…trasciende el género y establece, página a página, sus propias y oscuras reglas para romperlas en la página siguiente. Los hijos de Saturno es una novela de una terrible excelencia”. Dijo Néstor Barron: “La seguidilla de frases e ideas delirantes en cada página nunca diluye el efecto (único) que debe tener el humor: hacerte preguntar “¿De qué me estoy riendo?”. Dijo Miguel Ángel Molfino: “… la novela de Javier es todo un hallazgo en el panorama actual del policial duro. Un producto original, notable, que abre sus páginas para ventilar el género”. Dijo Esteban Valesi:
“Todo lo cual explica que Los hijos de Saturno sea lo que es: una locomotora que se lleva puestos los últimos 30 o 40 años de historia de este país, en el cual afortunadamente todavía quedan escritores de la talla de Javier Chiabrando".
En cuanto al ensayo Querer escribir, poder escribir, es utilizado en numerosos talleres literarios de Latinoamérica. La crítica ha dicho:
«Todo parece indicar que será un éxito inmediato. Querer escribir, poder escribir […] resulta inestimable para quienes aspiran a convertirse en escritores» (diario Juventud Rebelde, de Cuba).
«Una suerte de cómodo manual en el que […] se encarga de diseccionar […] los secretos del oficio de escritor» (diario Rosario/12, suplemento del diario Página/12, de Argentina).

### Novela
- "Los turistas no tienen domingo". 1998, Editorial Vinciguerra, Argentina. ISBN 950-843-316-7
- "Todavía no cumplí cincuenta y ya estoy muerto". 2002, Editorial Océano, México. ISBN 970-651-617-4
- "Todavía no cumplí cincuenta y ya estoy muerto". Editorial Barataria, España, 2006. ISBN 84-95764-52-0
- "Carla está convencida de que Dios leyó Ana Karénina". Editorial Libros del Sur, Argentina, 2008
- "Caza Mayor", 2011, Editorial Eduvim, Argentina. ISBN 9789871727698
- "La novela verdadera", 2013, Editorial Barataria, España.
- "Los hijos de Saturno", 2015, Colección Negro Absoluto, Editorial Aquilina.
- Versión gráfica de "Caza Mayor", 2015, Editorial Eduvim, dibujada por Nicolás Brondo.
- "La novela verdadera", 2016 Editorial Vestales.
- "Dos miserables besos" Editorial La estación 2017
- "El capitán Gamboa y la cruz de Cuzco", 2017, Editorial Del Naranjo.
- "Siempre es ahora", 2022, Editorial Baltasara.
- "El olvido imperfecto", 2022, Colección Negro Absoluto, Editorial Aquilina.
- "Un beso más", Editorial Estación Mandioca 2023.

### Ensayo
- Querer Escribir, Poder Escribir. Editorial Oriente, Cuba, 2006. ISBN 959-11-0530-4
- Querer Escribir, Poder Escribir. Editorial Corpus, Argentina, 2007. ISBN 978-950-9030-47-3
- Querer Escribir, Poder Escribir, Editorial El Conejo, Ecuador, 2011.

### Premios y concursos
- 1999, finalista del concurso de literatura erótica La Sonrisa Vertical con “Todavía no cumplí cincuenta y ya estoy muerto”.
- 2002, finalista del concurso La sonrisa vertical con “Más grande que la vida”.
- Premio Alfonsina 2006, otorgado por la Secretaría de Cultura de Mar del Plata.
- Premio Lobo de Mar 2008.
- 2011, finalista del Premio Emecé de Novela con "La novela verdadera".

- Datos: Q5844699